# Đại học Nông nghiệp Kraków
Đại học Nông nghiệp Kraków (Ba Lan: Uniwersytet Rolniczy im. Hugona Kołłątaja w Krakowie), nằm ở Kraków, Ba Lan, trở thành một trường đại học thành lập theo nghị định của Hội đồng Bộ trưởng vào ngày 28 tháng 9 năm 1972. Trước đây, nó được gọi là Trường Cao đẳng Nông nghiệp, cũng như các tên khác, kể từ khi thành lập vào năm 1890.

## Lịch sử
Đầu năm 1776, người bảo trợ của trường đại học Hugo Kołłątaj, khi đó là thành viên của Ủy ban Giáo dục Quốc gia, đã yêu cầu thành lập Bộ Nông nghiệp như một phần của Học viện Cracow cải cách. Bộ phận tồn tại trong một khoảng thời gian rất ngắn trong khoảng từ 1806-1809 do sự phân vùng của Ba Lan đã chấm dứt sự tồn tại của nhà nước Ba Lan có chủ quyền. Hơn 80 năm sau, một nghiên cứu nông nghiệp kéo dài ba năm được thành lập tại Khoa Triết học của Đại học Jagiellonia năm 1890, tại Collegium Iuridicum. 

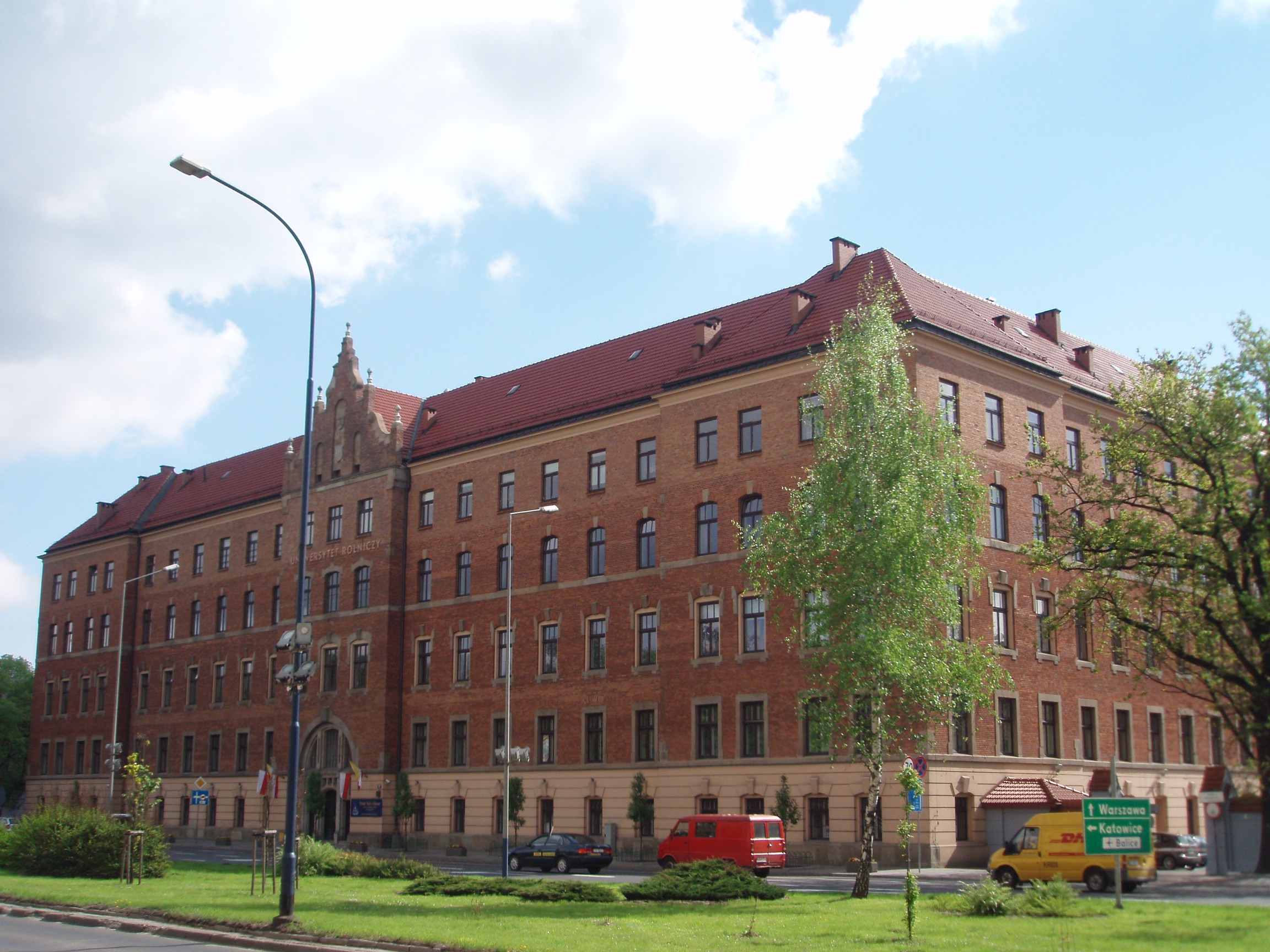
Collegium Godlewskiego

Giáo sư Emil Godlewski trở thành Trưởng phòng nghiên cứu vào năm 1892. Nhờ những nỗ lực của ông mà Collegium Agronomicum được xây dựng vào năm 1906-1910 cho các hoạt động nghiên cứu nông nghiệp. Tòa nhà, sau này được đặt theo tên ông, hiện là trụ sở của Hiệu trưởng và Thượng viện. Nghiên cứu tồn tại đến năm 1923 khi nó được chuyển đổi thành Khoa Nông nghiệp của Đại học Jagiellonia. Năm 1924, Khoa đã cung cấp Khóa học hợp tác học thuật cao hơn đầu tiên của châu Âu. Các nghiên cứu mất bốn năm và sinh viên tốt nghiệp có được bằng Cử nhân. Trong cùng một khóa học làm vườn được cung cấp, sau đó chuyển thành một nghiên cứu làm vườn ba năm.
Chiến tranh thế giới thứ hai đã gây ra tổn thất đáng kể cho trường Đại học, nghiêm trọng nhất trong số các nhân viên của Khoa Nông nghiệp (xem: Chiến dịch Sonderaktion Krakau). Mặc dù có những khó khăn đáng kể do các khóa học bí mật trong thời kỳ chiếm đóng của Đức về nông học đã được tiến hành, đứng đầu là Trưởng khoa tạm thời Anatol Listowski. Sau chiến tranh, Khoa đã hoạt động trở lại vào tháng 1/1945. Năm 1946 được đổi tên thành Khoa Nông nghiệp và Lâm nghiệp, và sau đó (1949) chuyển đổi thành hai khoa riêng biệt.
Năm 1953, Khoa Nông nghiệp và Lâm nghiệp trở thành Trường Cao đẳng Nông nghiệp. Năm 1963, Khoa Khoa học Động vật được phân nhánh từ Khoa. Sự phát triển hơn nữa của Trường đã diễn ra trong những năm tiếp theo. Các khoa mới đã được thành lập: Khoa cải tạo đất (1955) với Khoa trắc địa (từ năm 1960); Lâm nghiệp (được kích hoạt lại vào năm 1963) và Khoa Trồng trọt.
Theo nghị định của Hội đồng Bộ trưởng vào ngày 28 tháng 9 năm 1972, Trường Cao đẳng Nông nghiệp đã trở thành một trường Đại học Nông nghiệp. Một bộ phận mới của Cơ giới hóa và Năng lượng trong Nông nghiệp đã được thành lập và sau đó đổi thành một khoa riêng vào năm 1977.
Một chi nhánh ngoài thành phố được gọi là Khoa Kinh tế và Thương mại Nông nghiệp đã được thành lập tại Rzeszów vào năm 1973, sau đó đổi thành Khoa Kinh tế - Chi nhánh Rzeszów. Hiện tại, kể từ ngày 1 tháng 4 năm 1997, nó đã lấy lại được vị thế là Khoa Kinh tế. Một bộ phận Công nghệ Thực phẩm đã được thành lập tại Khoa Nông nghiệp vào năm 1974 và trở thành một Khoa Công nghệ Thực phẩm riêng biệt hai mươi năm sau đó.
Trong những năm 1923-1990, hơn 26 nghìn sinh viên tốt nghiệp ngành Nghiên cứu Nông nghiệp, sau đó là Khoa Nông nghiệp của Đại học Jagiellonia và Đại học Nông nghiệp Kraków, trong đó 260 người trở thành phó giáo sư hoặc giáo sư, gần một nửa trong số họ làm việc tại các cơ sở giáo dục đại học hoặc các viện nghiên cứu. 8105 sinh viên theo đuổi nghiên cứu tại Đại học Nông nghiệp trong năm học 1995-96, bao gồm 5582 sinh viên nội bộ và 2523 sinh viên bên ngoài.

## Cơ cấu tổ chức
Khoa (từ năm 1997)
- Nông nghiệp và Kinh tế
- Khoa học động vật
- Kỹ thuật môi trường và trắc địa
- Công nghệ thực phẩm
- Lâm nghiệp
- Trồng trọt
- Kỹ thuật sản xuất và năng lượng
- Công nghệ sinh học
- Cảnh quan
- Trung tâm Đại học Thú y (khoa chung với Đại học Jagiellonia)
- Chi nhánh Khoa Kinh tế tại Rzeszów

## Tuyển sinh
Hơn 8.000 sinh viên theo đuổi các chương trình dạy nghề, đại học và sau đại học (cả bên trong và bên ngoài) tại Đại học Nông nghiệp. Họ có thể chọn trong số chín chuyên ngành. Trường cung cấp các chương trình sau đại học khác nhau và chương trình nghiên cứu tiến sĩ bốn năm. Trường có hơn 800 nhân viên nghiên cứu, 175 giáo sư và phó giáo sư. Tất cả các khoa, ngoại trừ một khoa ở Rzeszów đào tạo trình độ tiến sỹ khoa học và bác sĩ habilitated.